# Lian
Lian is een gemeente in de Filipijnse provincie Batangas op het eiland Luzon. Bij de laatste census in 2010 telde de gemeente bijna 46 duizend inwoners.

## Geografie

### Bestuurlijke indeling
Lian is onderverdeeld in de volgende 19 barangays:
| - Bagong Pook - Balibago - Barangay 1 - Barangay 2 - Barangay 3 - Barangay 4 - Barangay 5 - Binubusan - Bungahan - Cumba | - Humayingan - Kapito - Lumaniag - Luyahan - Malaruhatan - Matabungkay - Prenza - Puting-Kahoy - San Diego |

## Demografie
Lian had bij de census van 2010 een inwoneraantal van 45.943 mensen. Dit waren 1.018 mensen (2,3%) meer dan bij de vorige census van 2007. Ten opzichte van de census van 2000 was het aantal inwoners gegroeid met 6.814 mensen (17,4%). De gemiddelde jaarlijkse groei in die periode kwam daarmee uit op 1,62%, hetgeen lager was dan het landelijk jaarlijks gemiddelde over deze periode (1,90%).

De bevolkingsdichtheid van Lian was ten tijde van de laatste census, met 45.943 inwoners op 76,8 km², 598,2 mensen per km².
Agoncillo · Alitagtag · Balayan · Balete · Batangas City · Bauan · Calaca · Calatagan · Cuenca · Ibaan · Laurel · Lemery · Lian · Lipa · Lobo · Mabini · Malvar · Mataasnakahoy · Nasugbu · Padre Garcia · Rosario · San Jose · San Juan · San Luis · San Nicolas · San Pascual · Santa Teresita · Santo Tomas · Taal · Talisay · Tanauan · Taysan · Tingloy · Tuy